# Psathyrella candolleana
Psathyrella candolleana (Elias Magnus Fries, 1818 ex René Maire, 1937), sin. Hypholoma candolleanum (Elias Magnus Fries, 1818 ex Lucien Quélet, 1872),  denumit în popor  bureți nebuni, este o specie saprofită de ciuperci comestibile din încrengătura Basidiomycota în familia Psathyrellaceae și de genul Psathyrella. Ea se poate găsi în România, Basarabia și Bucovina de Nord, crescând în grupuri mari, adesea în tufe mai mici, în păduri de foioase, rășinoase, și mixte, prin grădini, pășuni și pajiști, pe sau lângă cioturi, bușteni, lemn mort, adesea îngropat în pământ. Apare ubicuitar, de la câmpie la munte. Perioada de dezvoltare o are din mai până în noiembrie.

## Descriere

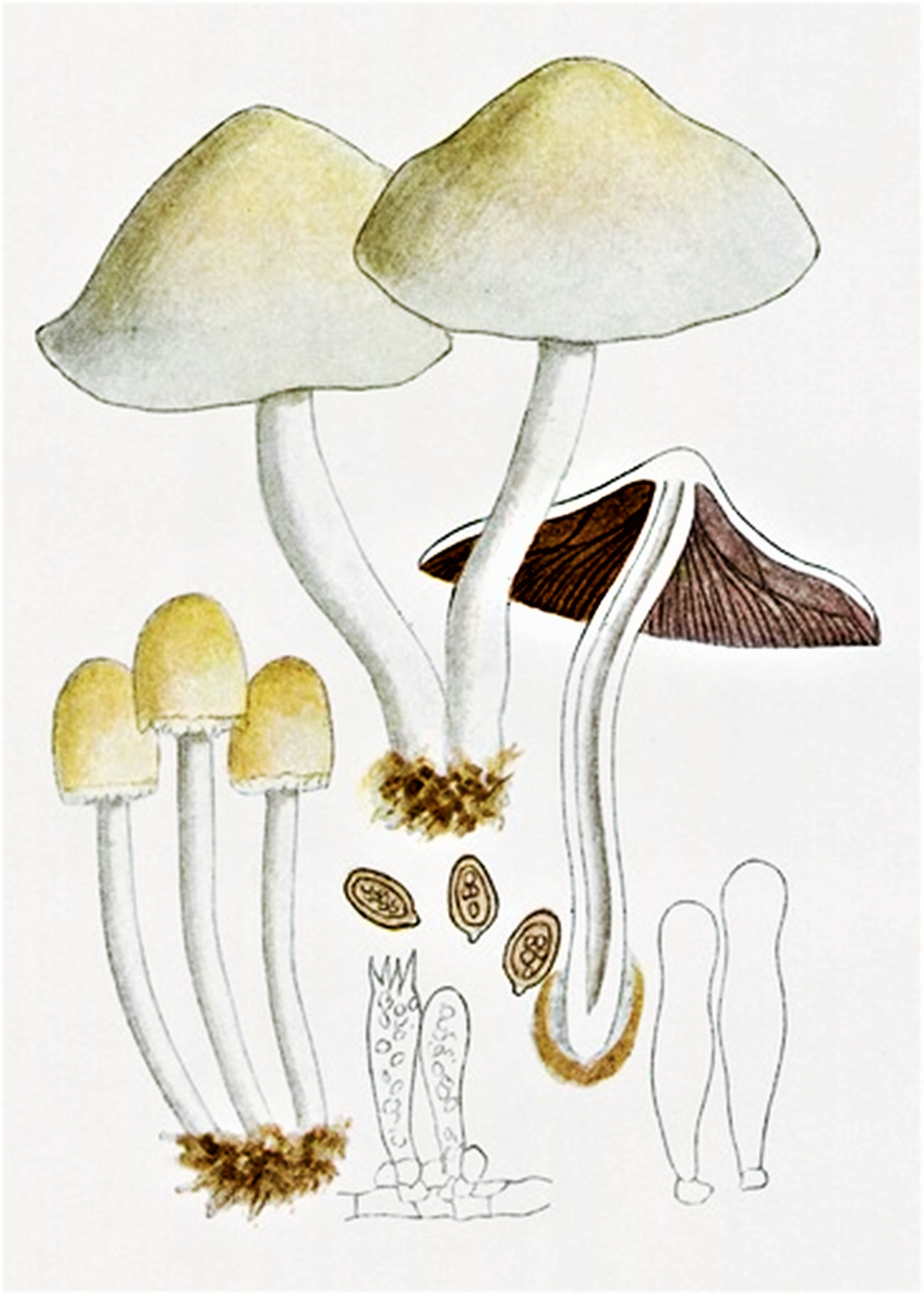
Bres.: Hypholoma condolleanum

- Pălăria: Ea are un diametru de 3-7 cm, este subțire, friabilă și fragilă, la început emisferică, apoi în formă de clopot și în sfârșit aplatizată, turtit cocoșată în centru și nu rar slab și lat canelată la margine. Restul vălului parțial (velum partiale) rămâne agățat la margine, dar numai pentru scurt timp. De acea nu se formează un inel în jurul piciorului. Cuticula mată este în tinerețe brumată. Datorită faptului, că pălăria este higrofană (proprietatea unor ciuperci de a-și schimba culoarea atunci când absorb sau pierd apă), coloritul uniform tinde între albicios cu tonuri violete precum slab ocru-gălbui spre mijloc (pe timp uscat) și ocru până ocru-maroniu, chiar și maroniu (la umezeală).
- Lamelele: Ele sunt numeroase, înalte și subțiri, spațiat strânse, cu lameluțe intercalate și aderente la picior. Coloritul este inițial alb, acoperit cu vălul parțial de aceiași culoare, schimbând în cursul maturării peste gri-roz spre brun-violaceu sau brun-purpuriu închis, atunci cu muchii albicioase și zimțate.
- Piciorul: El are o înălțime de  până la 10 cm și o lățime de 0,3-0,8 cm, este cilindric, fragil, și gol pe dinăuntru, îngroșat spre bază și pâslos, dar subțiat în sus. Suprafața sa este albă și lucioasă. Nu prezintă un inel.
- Carnea: Ea este albă până gri-albicioasă, subțire și fragedă, în picior ceva mai fibroasă, cu un miros slab fructuos, de ciuperci și plăcută la gust.[4][5]
- Caracteristici microscopice: are spori sub microscop brun-roșiatici, oval-elipsoidali, netezi, având o mărime de 6-8 x 4-5 microni. Coloritul pulberii lor este brun-purpuriu. Basidiile de 20-25 x 10-12microni au patru sterigme. Cheilocistidele (celule de obicei izbitoare și sterile care pot apărea între basidii și himen, stratul fructifer) au o formă de măciucă aproape cilindrică și măsoară 23–38 × 10–18 microni, iar pleurocistidele (elemente sterile situate în himenul de pe fețele lamelor) cilindrice sunt rotunjite în vârf și la bază ventriculare precum pediculate, având o dimensiune de 45-65 x 10-15 microni.[6]
- Reacții chimice: Buretele se colorează cu anilină de fenol încet roz și lamelele cu Hidroxid de amoniu brun închis.[7]

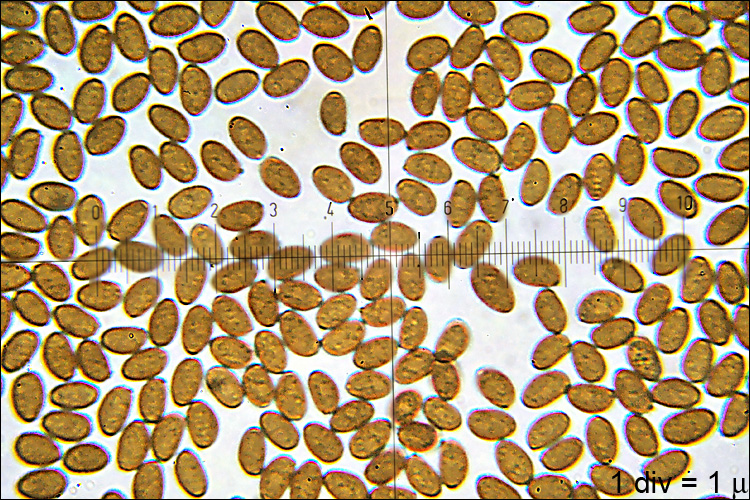
P. candolleana, spori
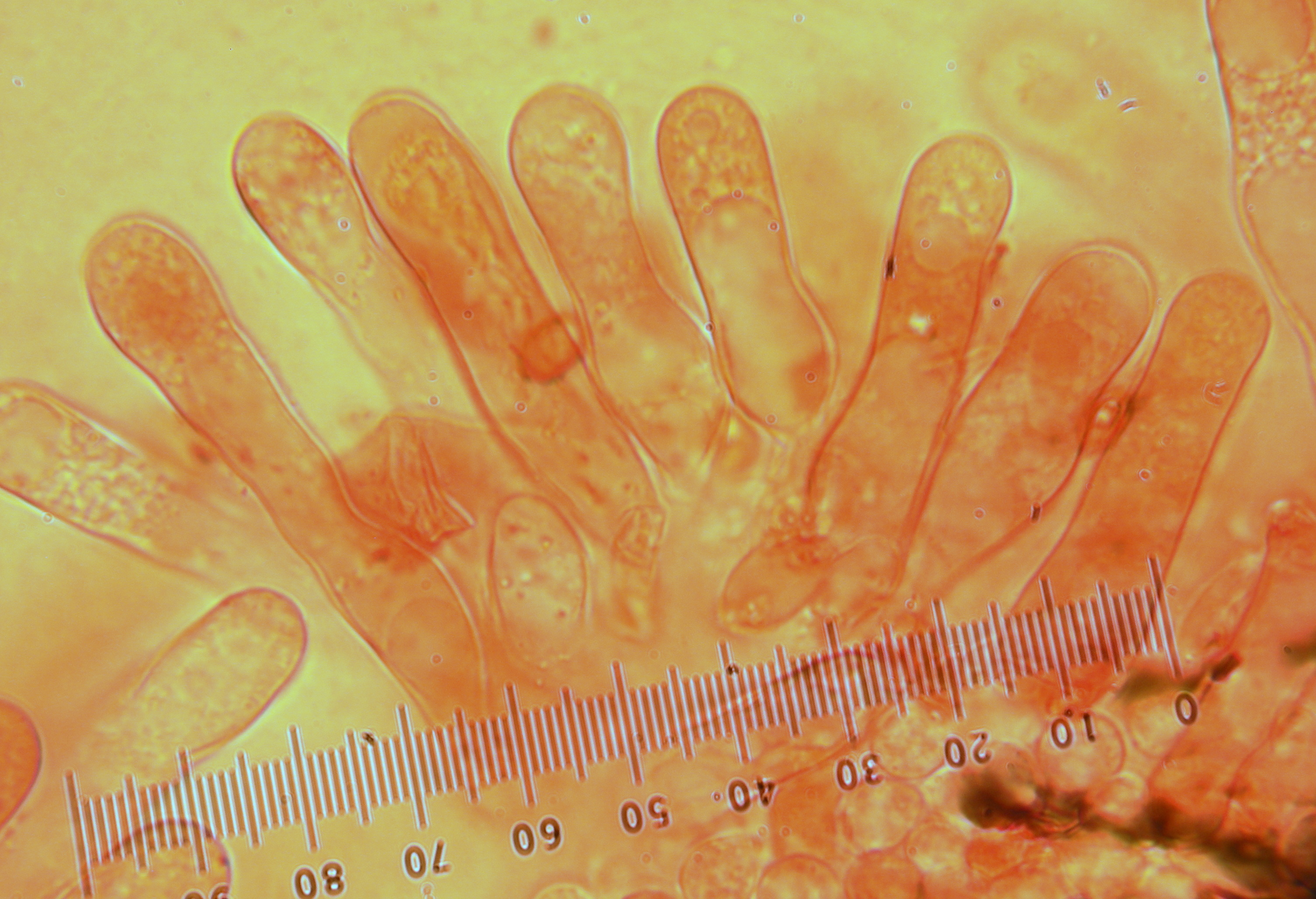
P. candolleana, (Cheilo)-Cistoide
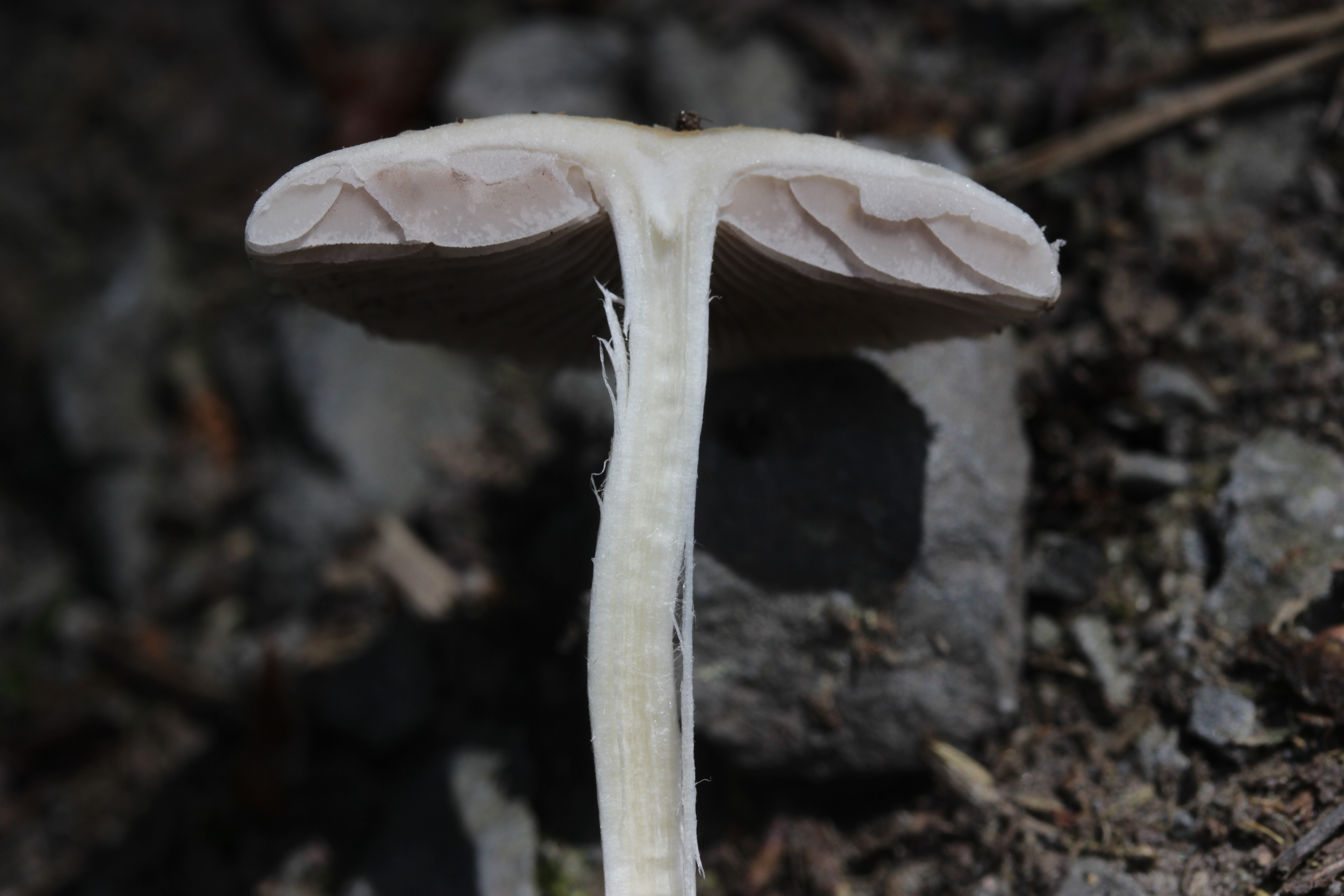
P. candolleana, secțiune longitudinală
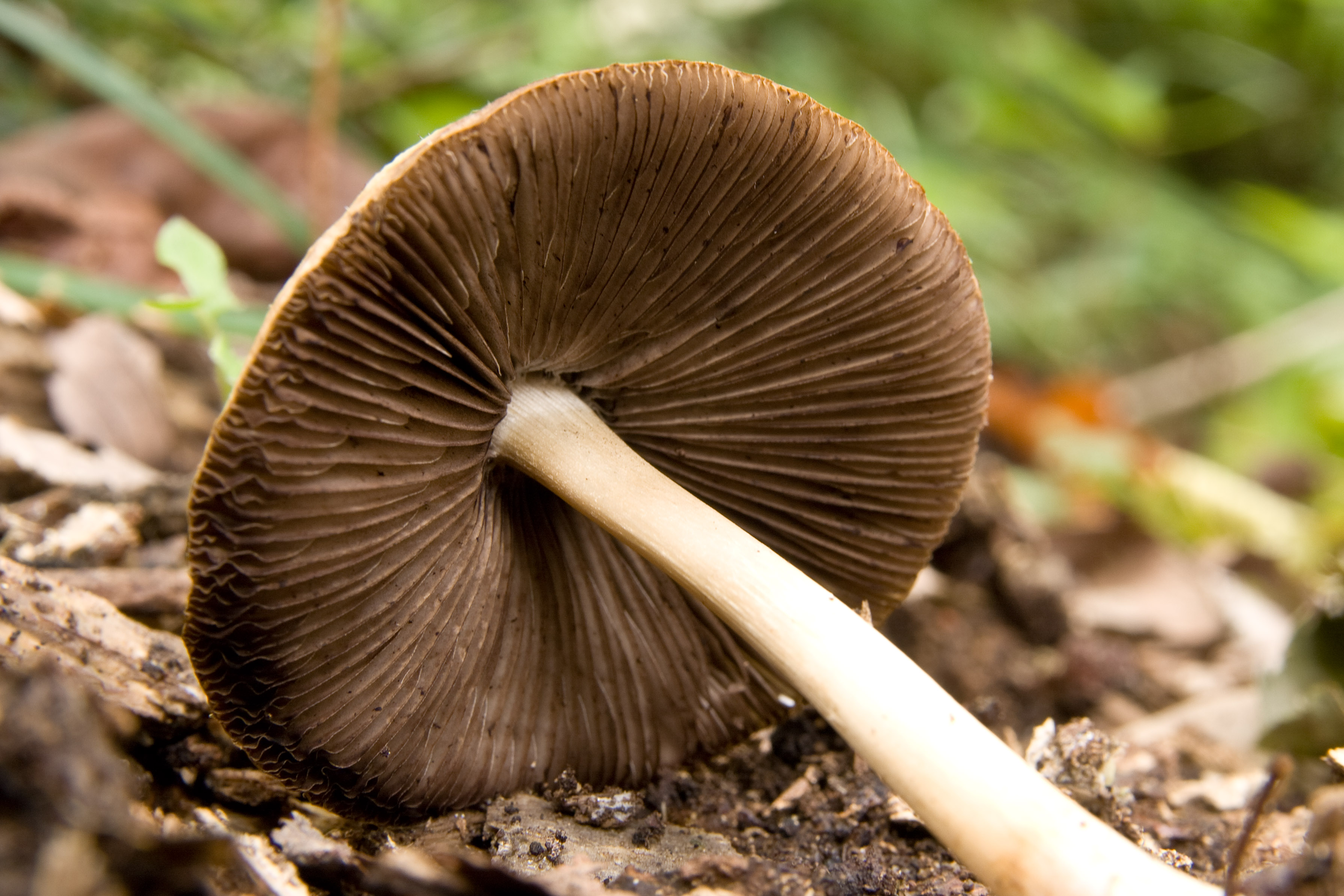
P. candolleana mai bătrână: lamele și picior
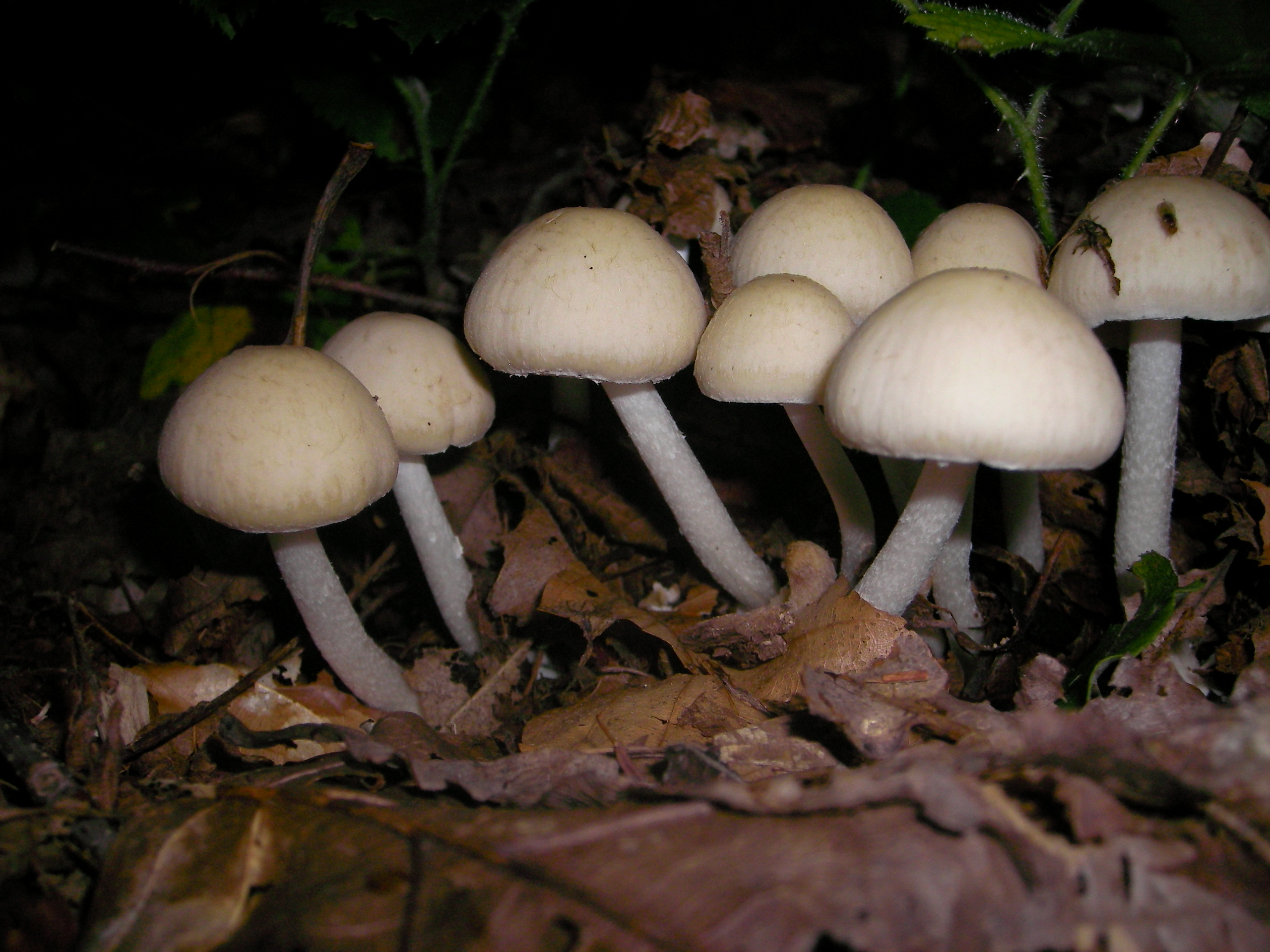
P. candolleana tinere
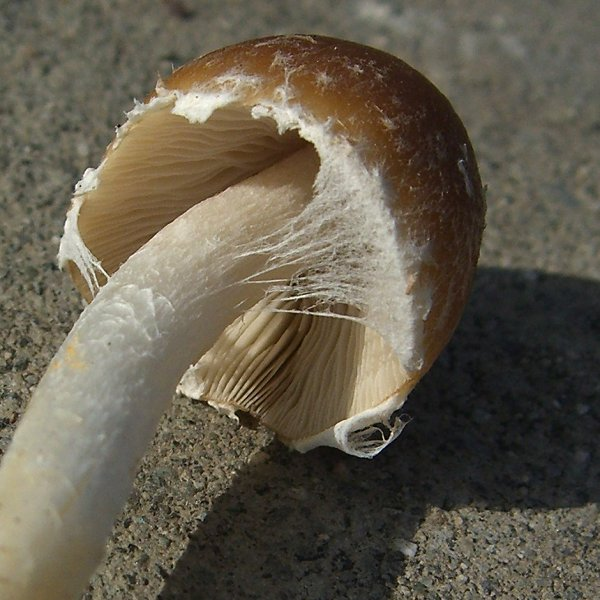
P. candolleana mai închisă, resturi de văl

## Confuzii
Specia poate fi confundată cu specii comestibile, ca de exemplu Agrocybe paludosa, Flammula alnicola sin. Pholiota alnicola (comestibilă) Flammulina velutipes, sin. Collybia velutipes, Hypholoma capnoides, Kuehneromyces lignicola, sin, Pholiota vernalis (fără valoare culinară), Kuehneromyces mutabilis, Pholiota lignicola (probabil comestibilă, dar poate fi confundată extrem de ușor cu letala Galerina marginata), Pholiota graminis, Psatyrella artemisiae (fără valoare culinară), Psatyrella multipedata (fără valoare culinară), Psathyrella piluliformis,  sau Psatyrella spadicea, mai departe cu soiuri necomestibile, otrăvitoare, chiar letale, ca de exemplu Galerina marginata (letală), Hypholoma fasciculare (amară și otrăvitoare), Hypholoma lateritium sin. Hypholoma sublateritium (otrăvitor), Naematoloma sublateritium (amară și otrăvitoare), Hypholoma marginatum, (amară, necomestibilă) Pholiota lucifera (probabil otrăvitoare) sau Stropharia squamosa sin. Leratiomyces squamosus (necomestibilă).

## Specii de ciuperci asemănătoare în imagini

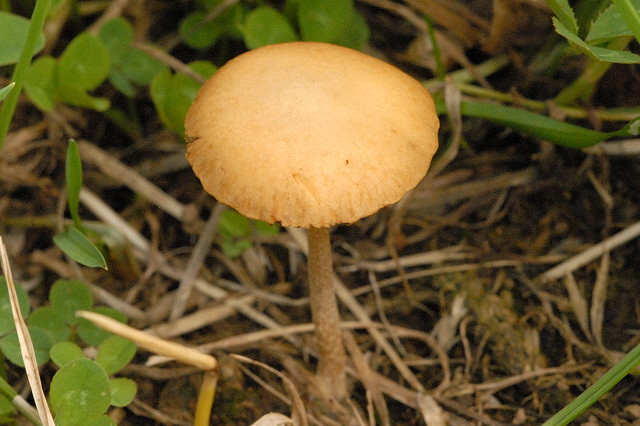
Agrocybe.paludosa
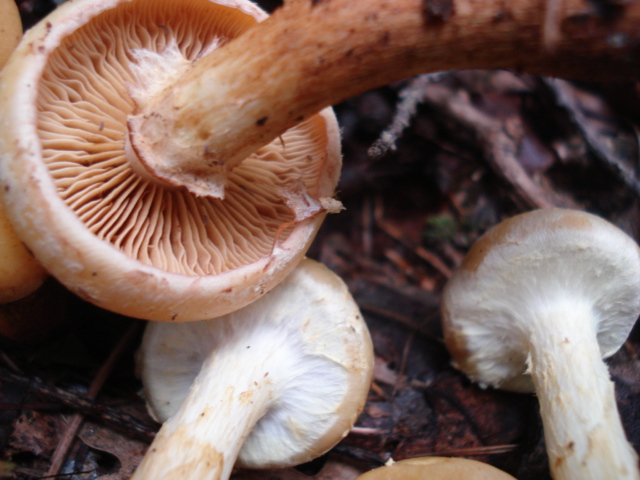
Flammula alnicola sin. Pholiota alnicola
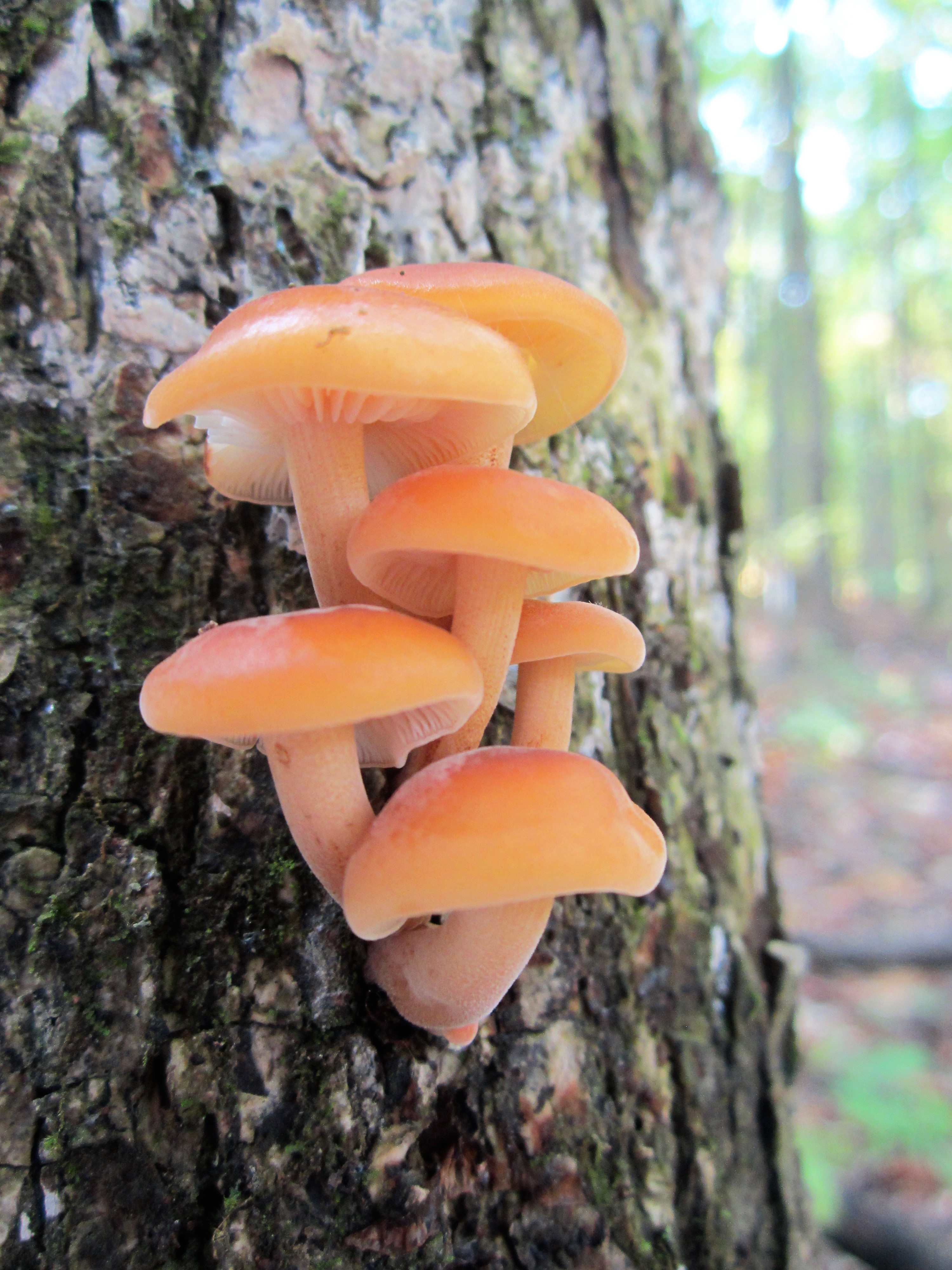
Flammulina velutipes
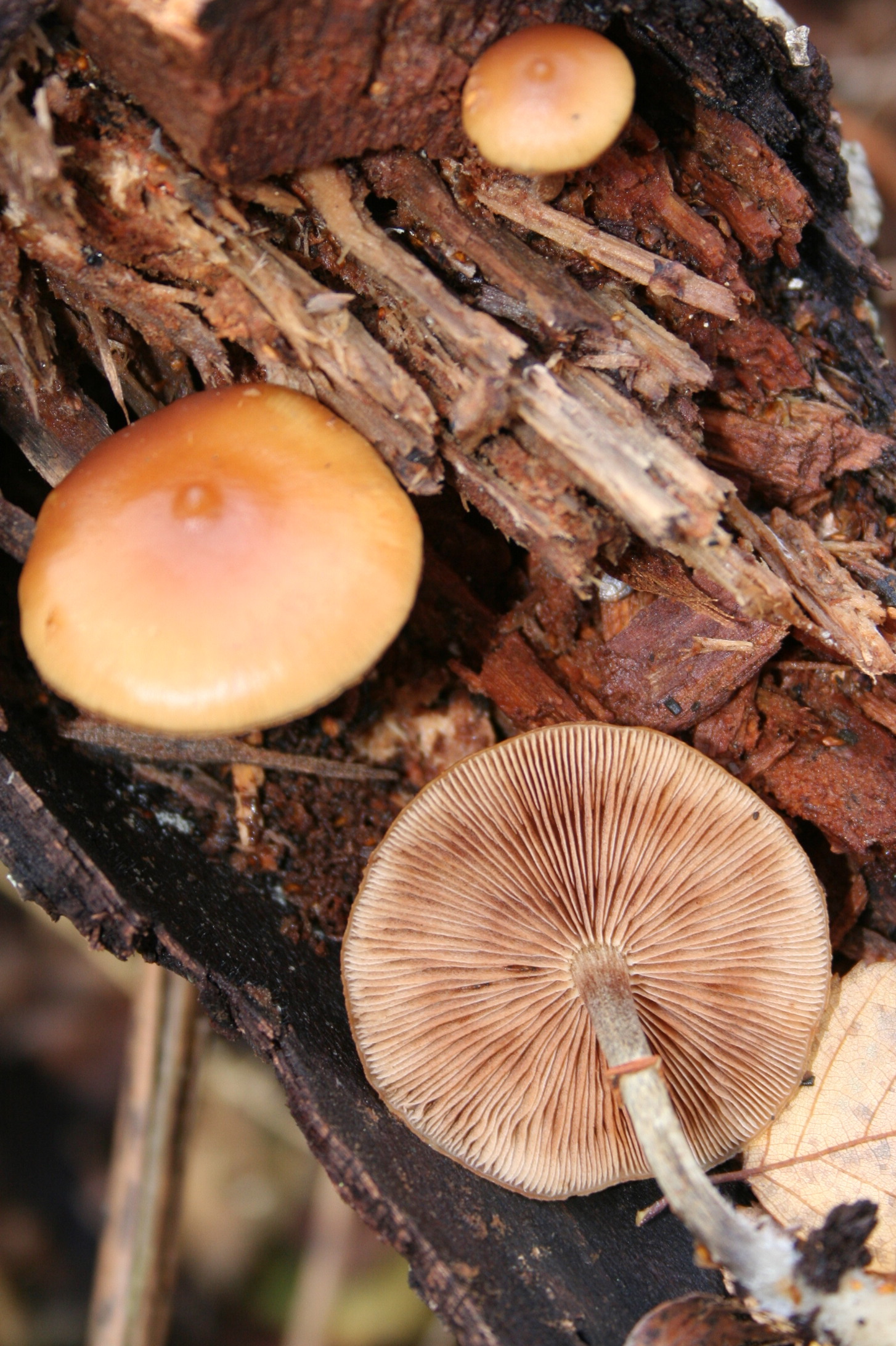
!!! Galerina marginata!!!
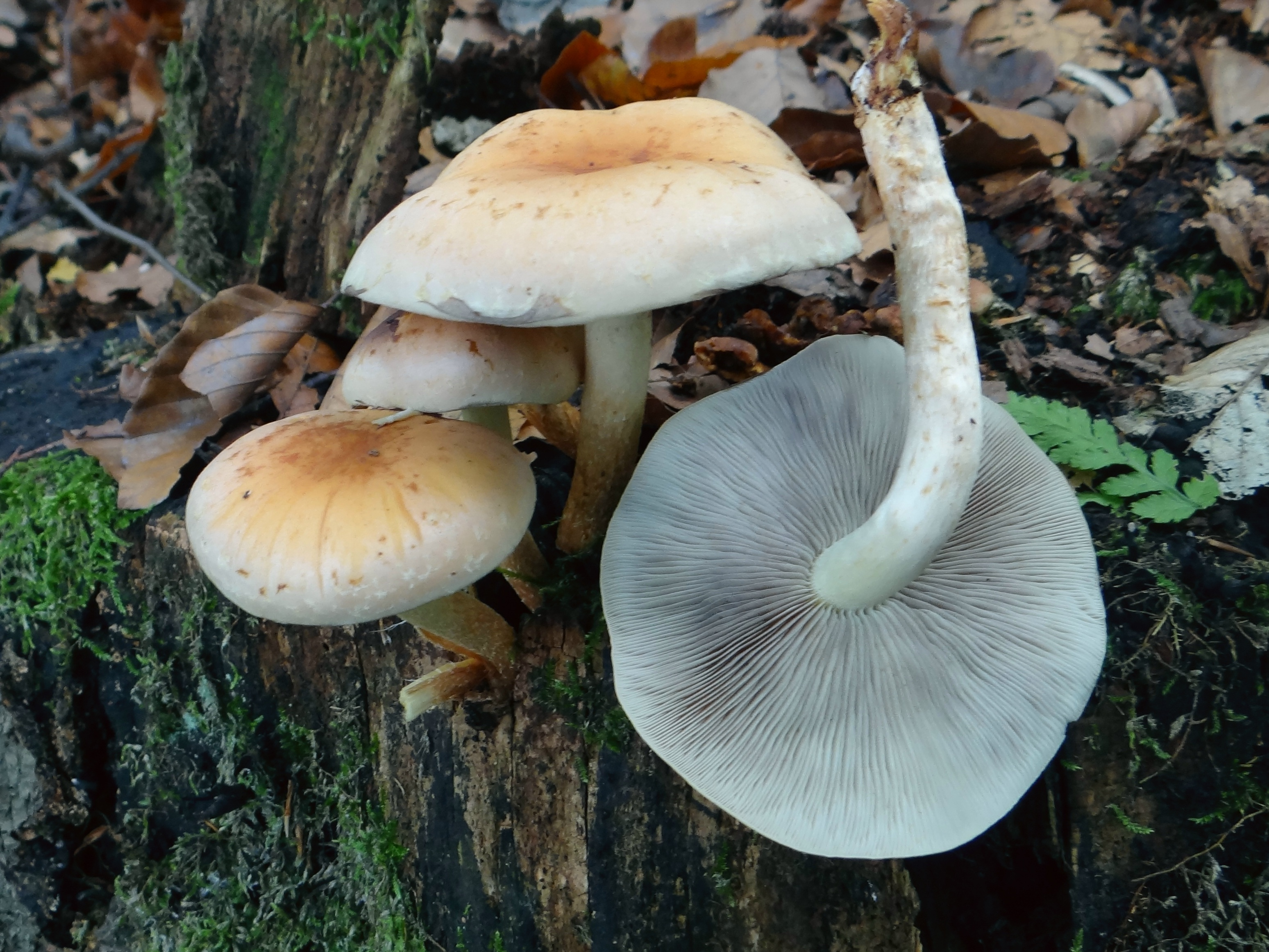
Hypholoma capnoides
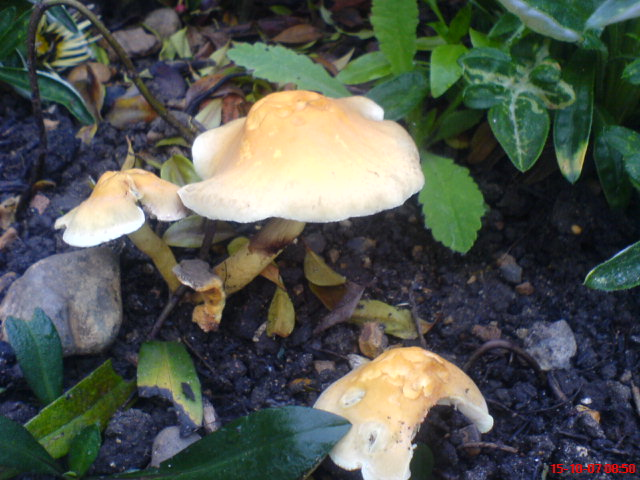
!!! Hypholoma fasciculare!!!
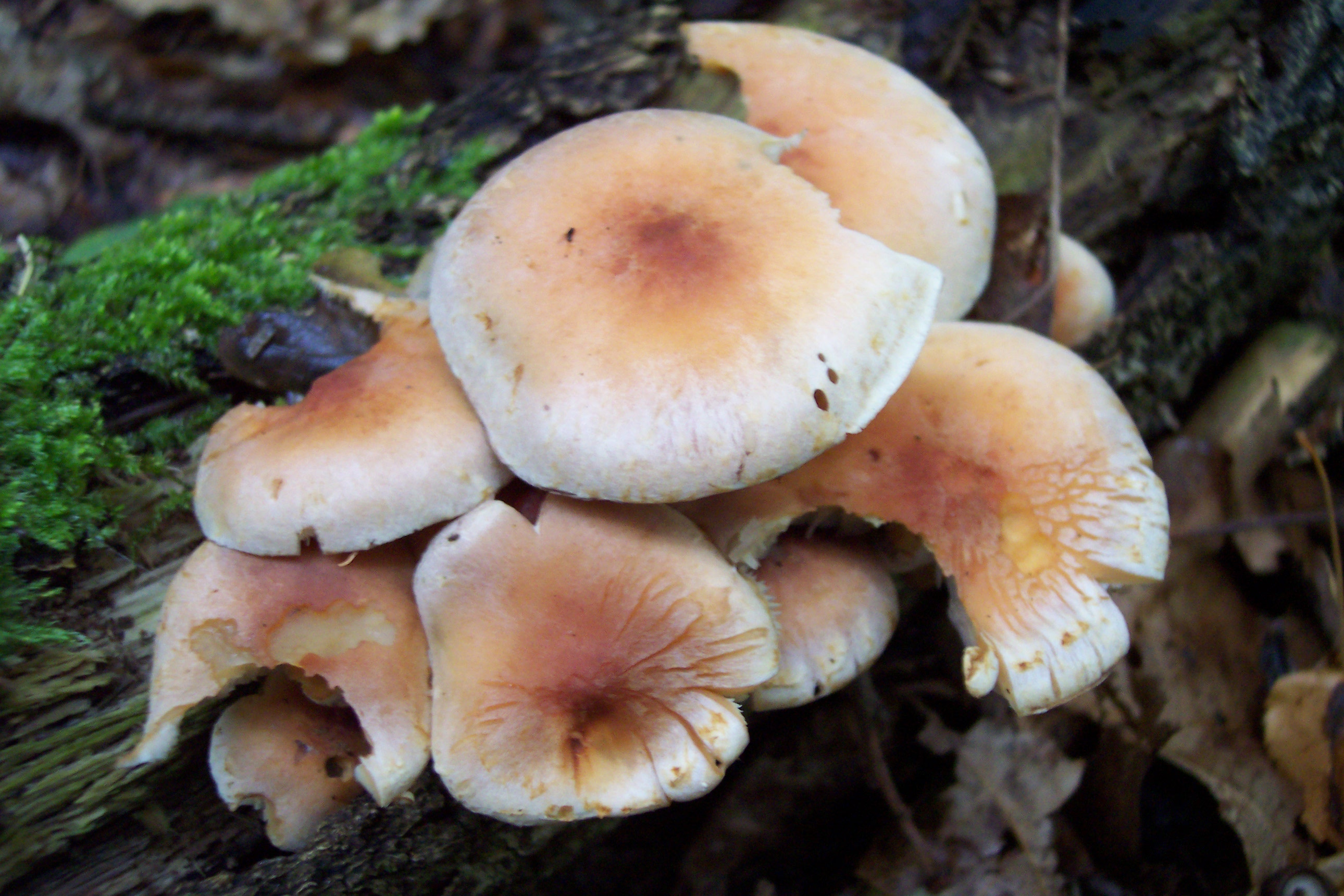
!!Hypholoma lateritium !!
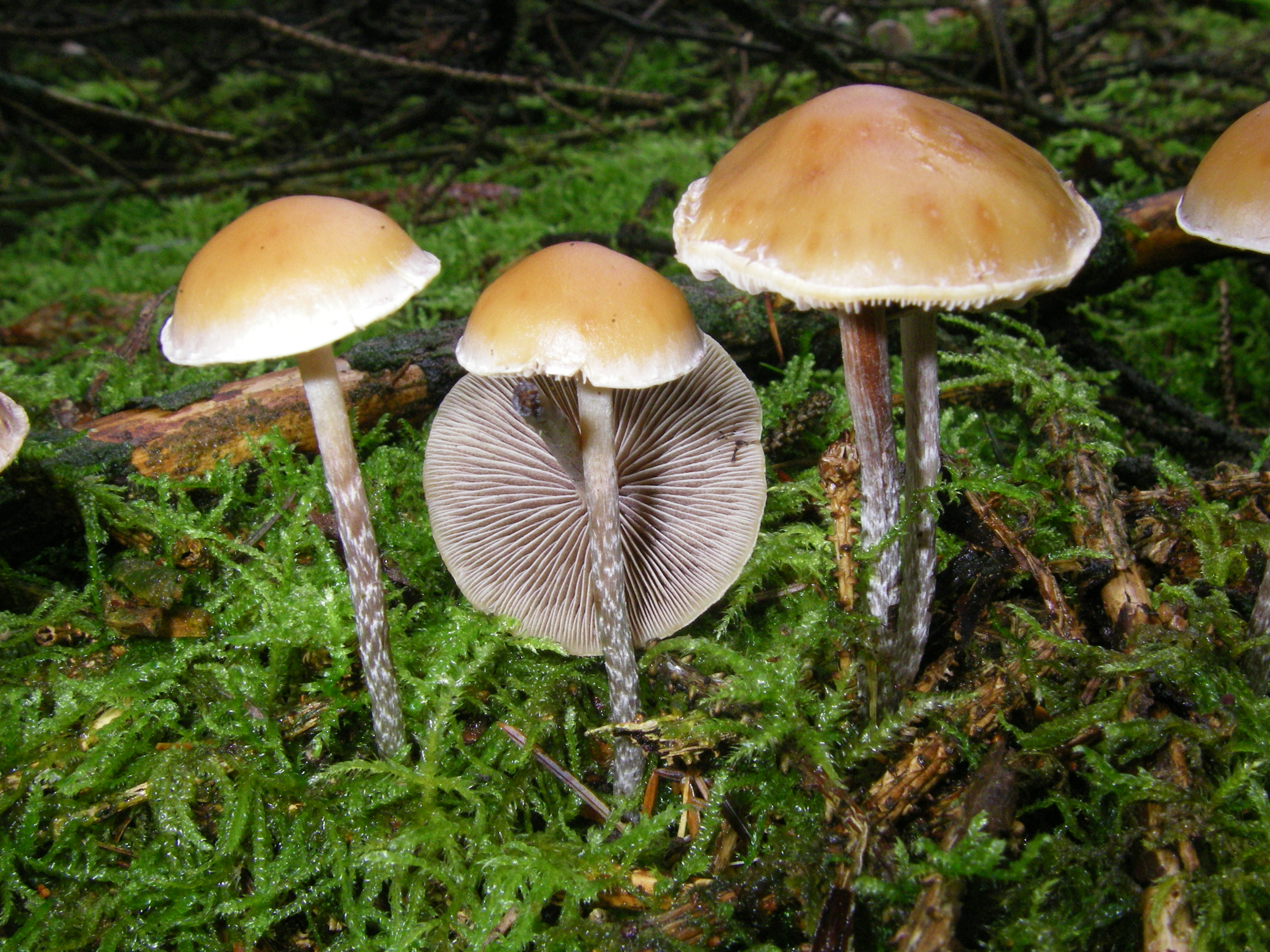
!Hypholoma marginatum!

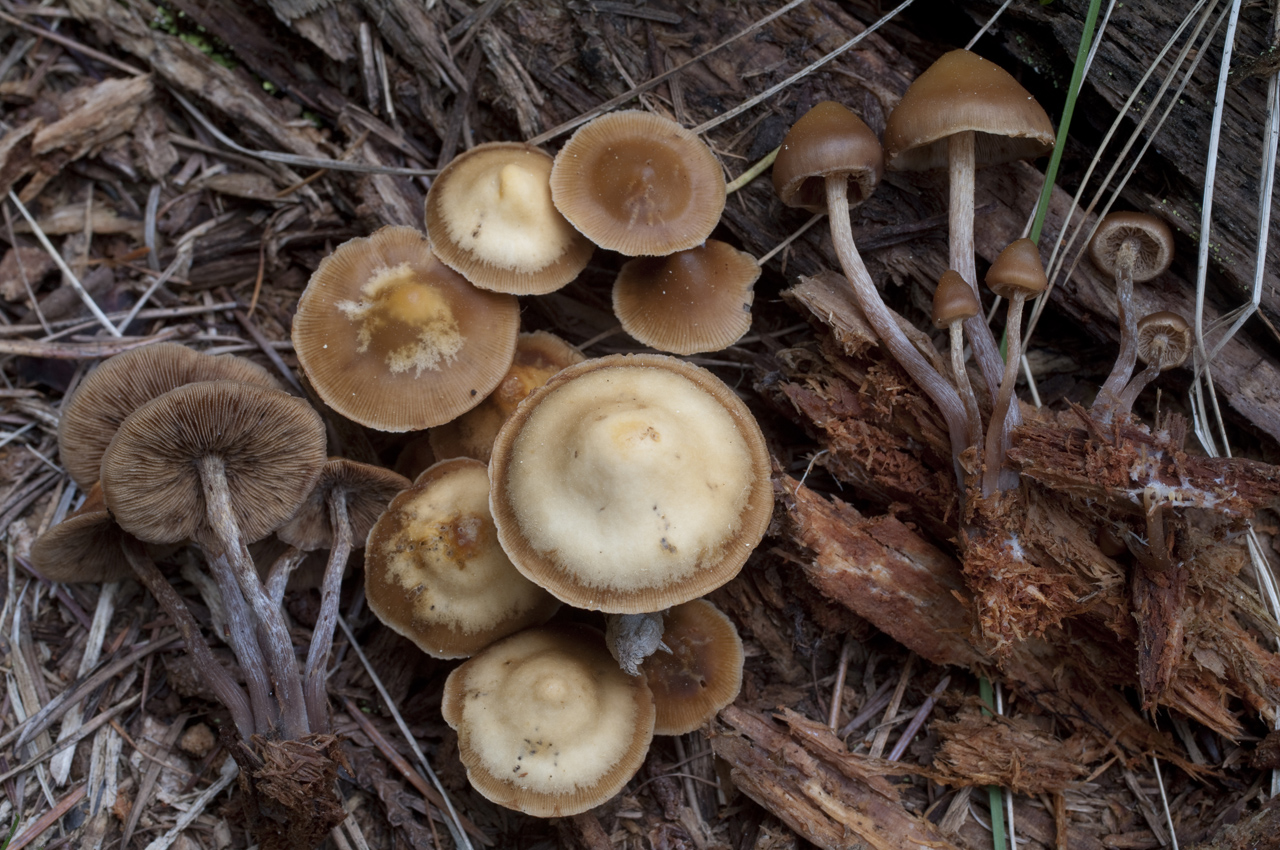
Kuehneromyces lignicola
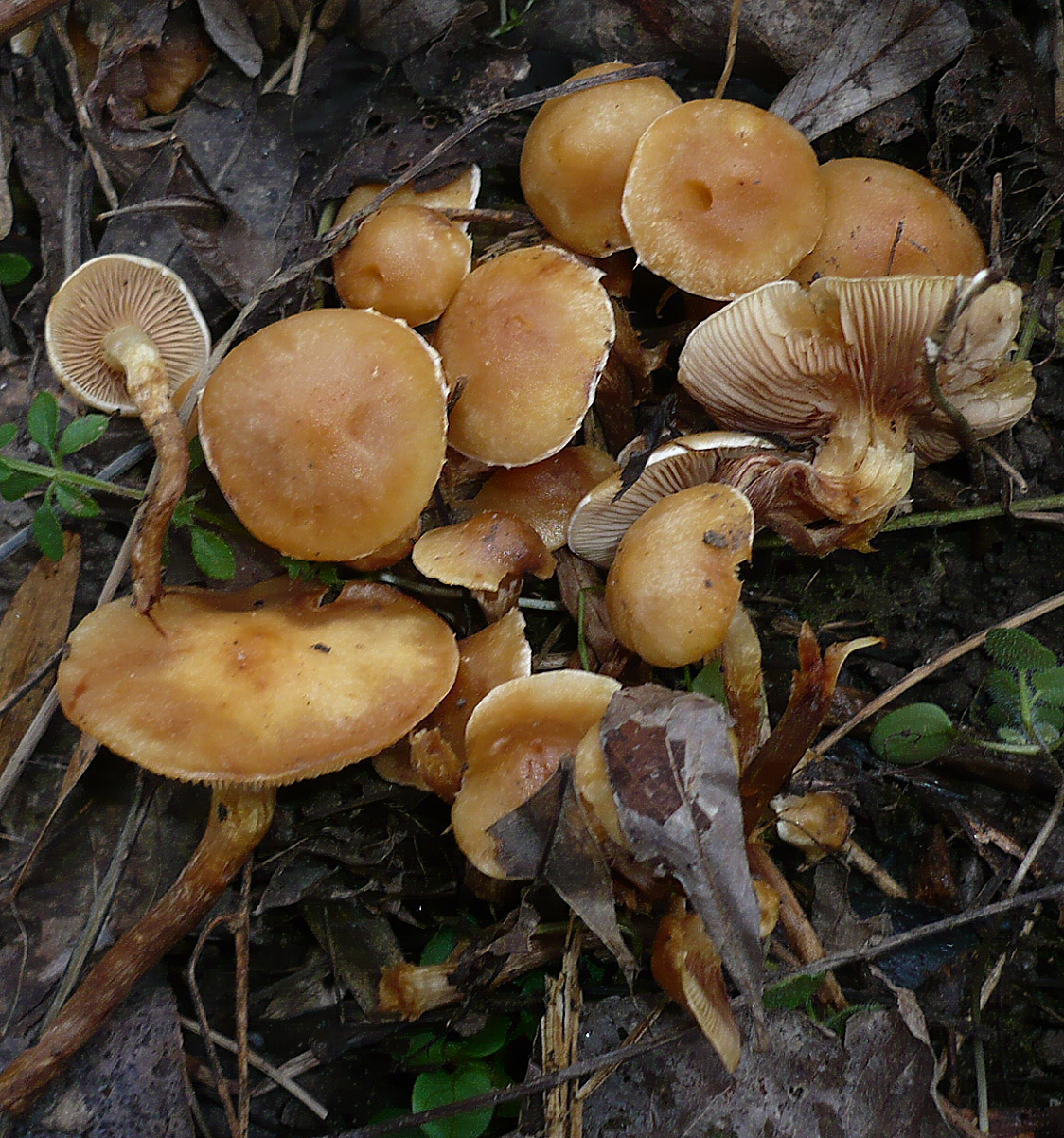
Pholiota graminis
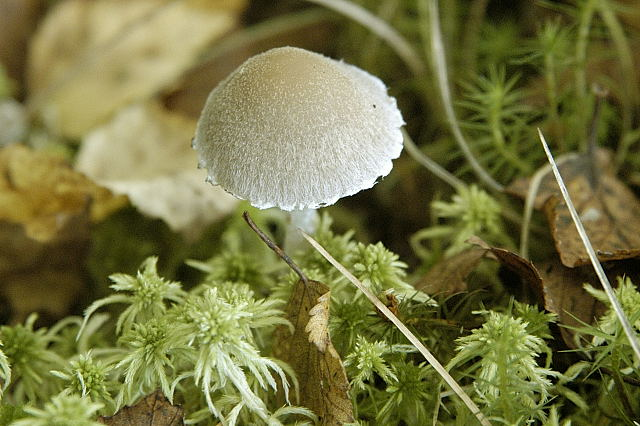
Psathyrella artemisiae
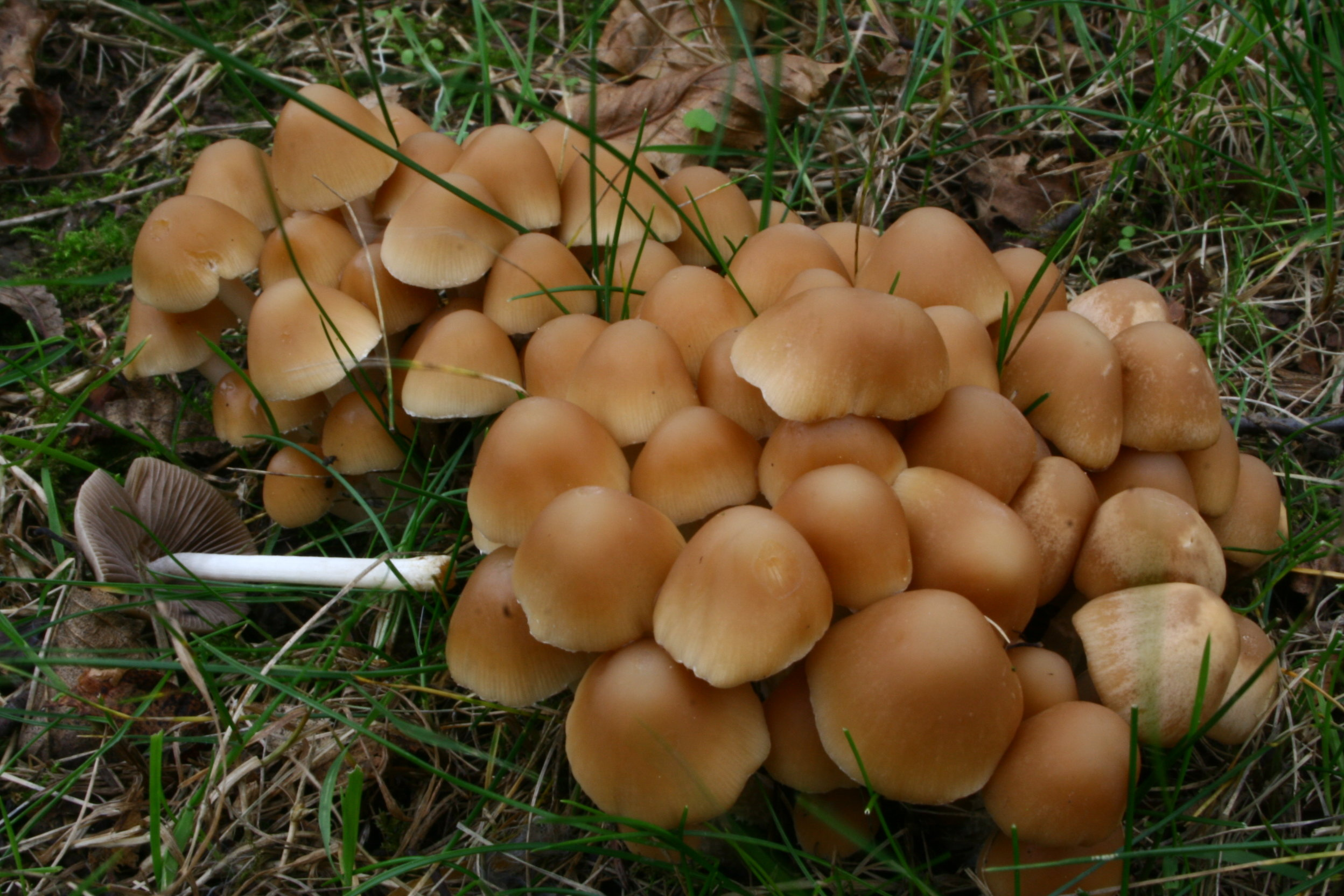
Psathyrella multipedata
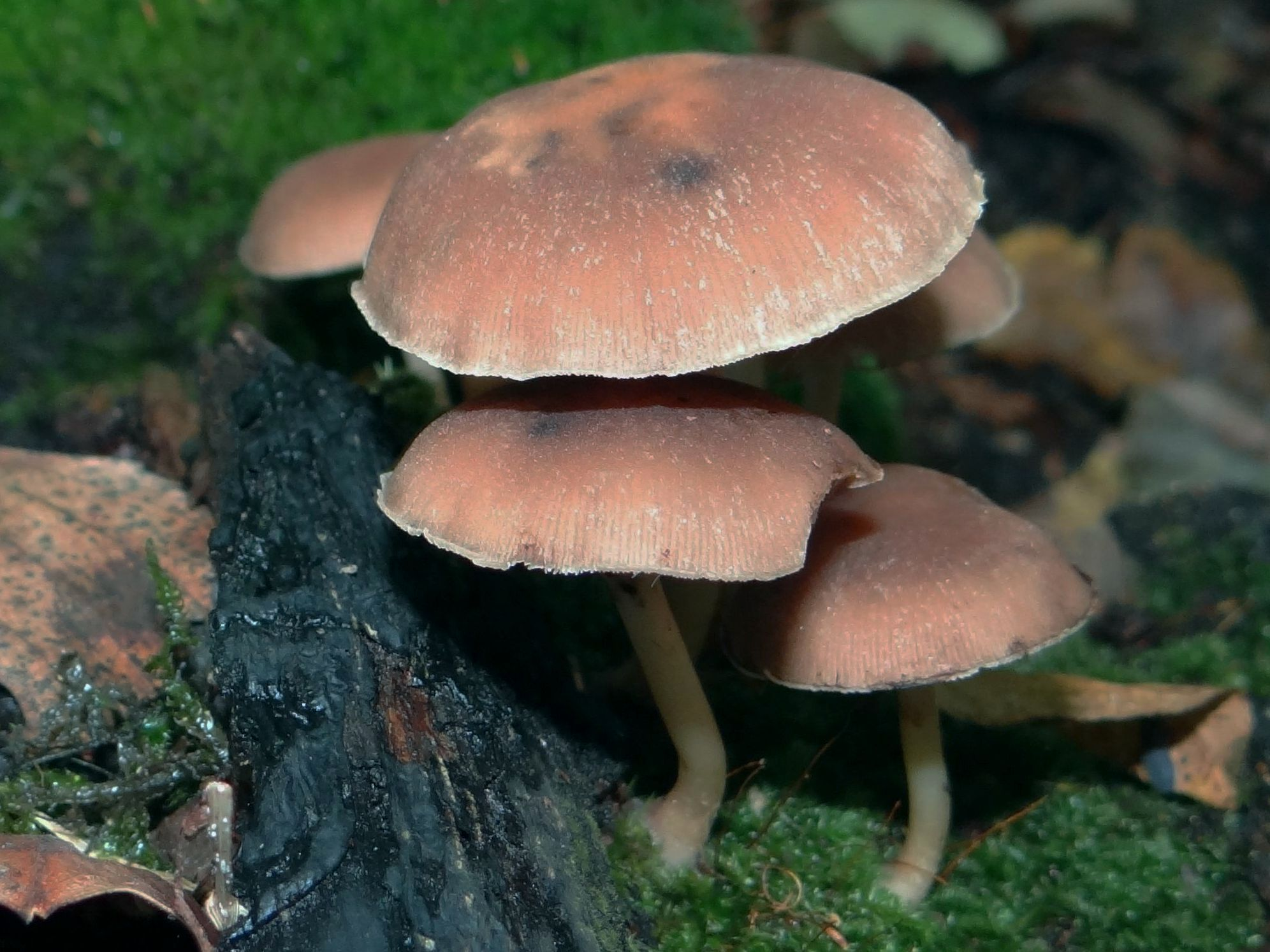
Psathyrella piluliformis
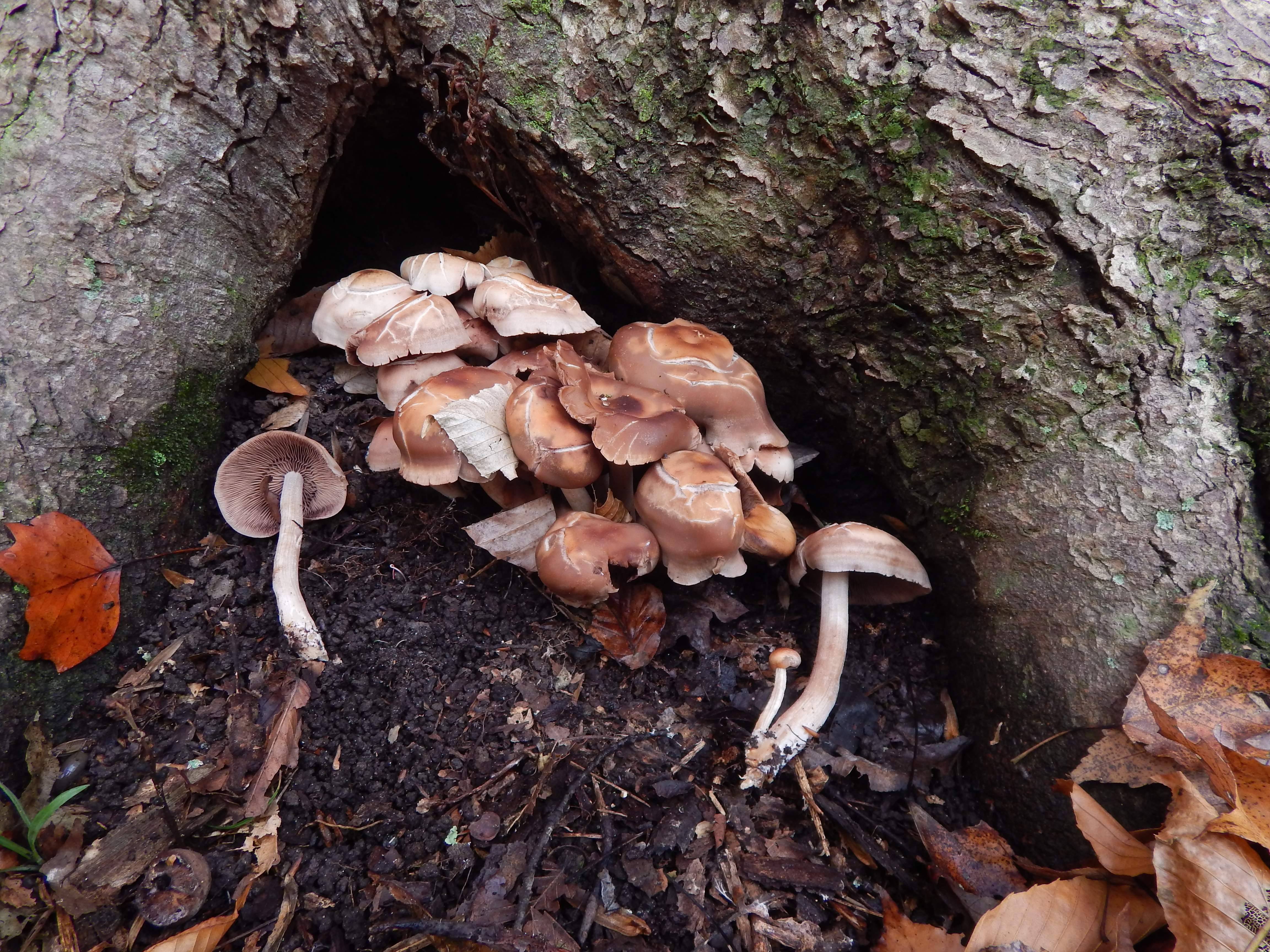
Psathyrella spadicea
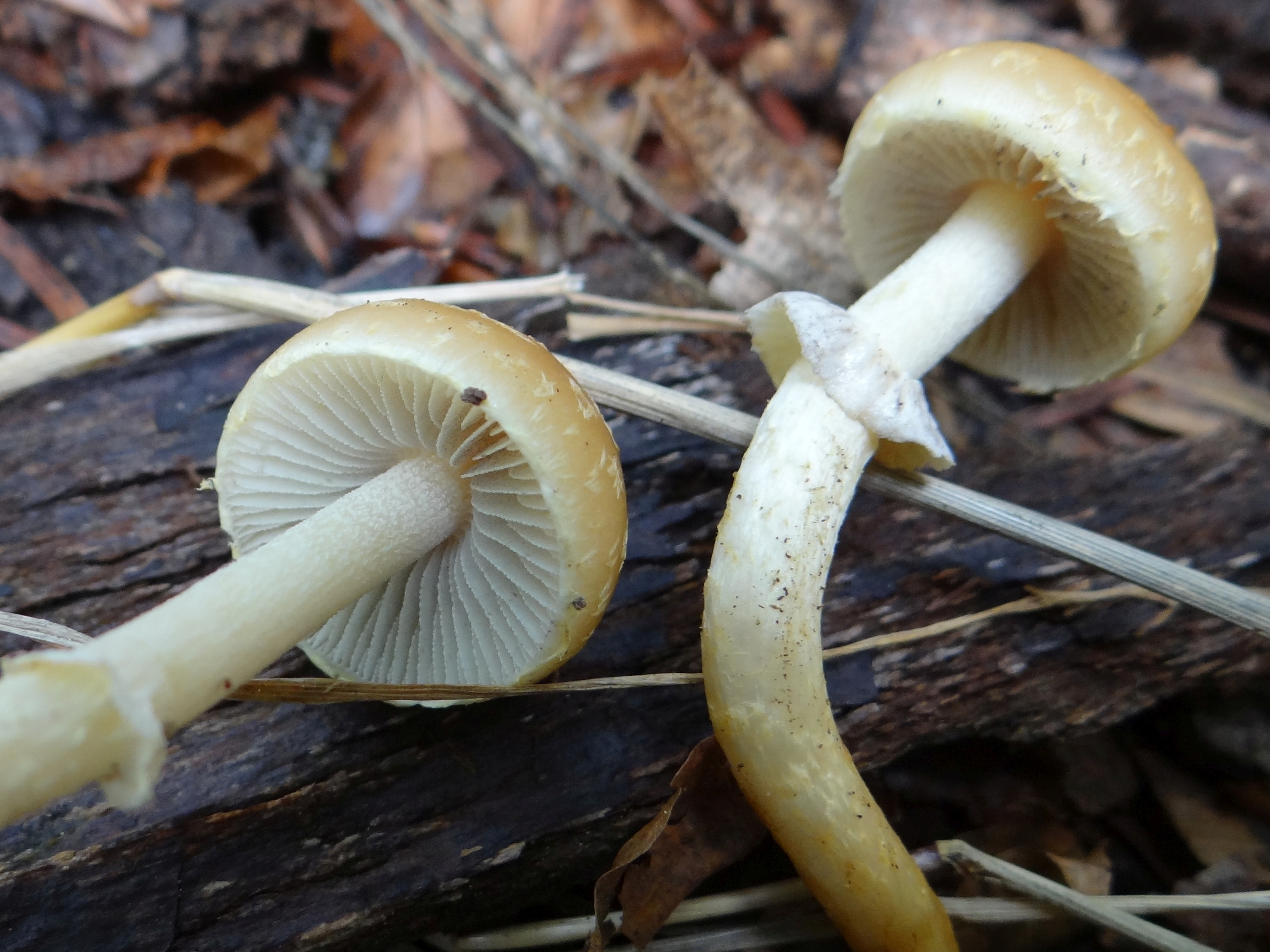
!Stropharia squamosa!

## Valorificare
Nu putini autori văd bureții nebuni fără valoare culinară din cauza cărnii subțiri și friabile. Dar ei sunt destul de gustoși preparați într-o supă sau prăjiți cu jumări de ou. 

## Bibiliografie
- Bruno Cetto: „I funghi dal vero”, vol. 1-7, Editura Arte Grafiche Saturnia, Trento 1976-1993 (pentru cercetarea în total)
- Marcel Bon: „Pareys Buch der Pilze”, Editura Kosmos, Halberstadt 2012, ISBN 978-3-440-13447-4
- Rose Marie Dähncke: „1200 Pilze in Farbfotos”, Editura AT Verlag, Aarau 2004, ISBN 3-8289-1619-8
- Ewald Gerhard: „Der große BLV Pilzführer“ (cu 1200 de specii descrise și 1000 fotografii), Editura BLV Buchverlag GmbH & Co. KG, ediția a 9-a, München 2018, ISBN 978-3-8354-1839-4
- Jean-Louis Lamaison & Jean-Marie Polese: „Der große Pilzatlas“, Editura Tandem Verlag GmbH, Potsdam 2012, ISBN 978-3-8427-0483-1
- J. E. și M. Lange „BLV Bestimmungsbuch - Pilze”, Editura BLV Verlagsgesellschaft, München, Berna Viena 1977, ISBN 3-405-11568-2
- Till E. Lohmeyer & Ute Künkele: „Pilze – bestimmen und sammeln”, Editura Parragon Books Ltd., Bath 2014, ISBN 978-1-4454-8404-4
- Gustav Lindau, Eberhard Ulbrich: „Die höheren Pilze, Basidiomycetes, mit Ausschluss der Brand- und Rostpilze”, Editura  J. Springer, Berlin 1928
- Meinhard Michael Moser: „Röhrlinge und Blätterpilze - Kleine Kryptogamenflora Mitteleuropas”, ediția a 5-ea, vol. 2, Editura Gustav Fischer, Stuttgart 1983